# Музей «25 мая»
Музей «25 мая» — музей в Белграде (Сербия), часть МИЮ. Музей строился архитектором Мико Янковичем к семидесятилетию Иосипа Броз Тито, и официальное открытие музея состоялось 25 мая 1962 года в день рождения Тито.
Здесь выставлялись подарки, полученные Иосипом Брозом. Особой экспозицией музея является коллекция эстафетных палок (около 20 000). В музее собирались пионеры, артисты и проходили тематические выставки.
Музей «25 мая» перестроился и стал входом в «Мемориальный центр Иосипа Броз Тито».
В музее экспонируется Орден «Победа» маршала Тито.